# Taubenturm (Verrières-le-Buisson)
Koordinaten: 48° 45′ 13,6″ N, 2° 16′ 12,2″ O

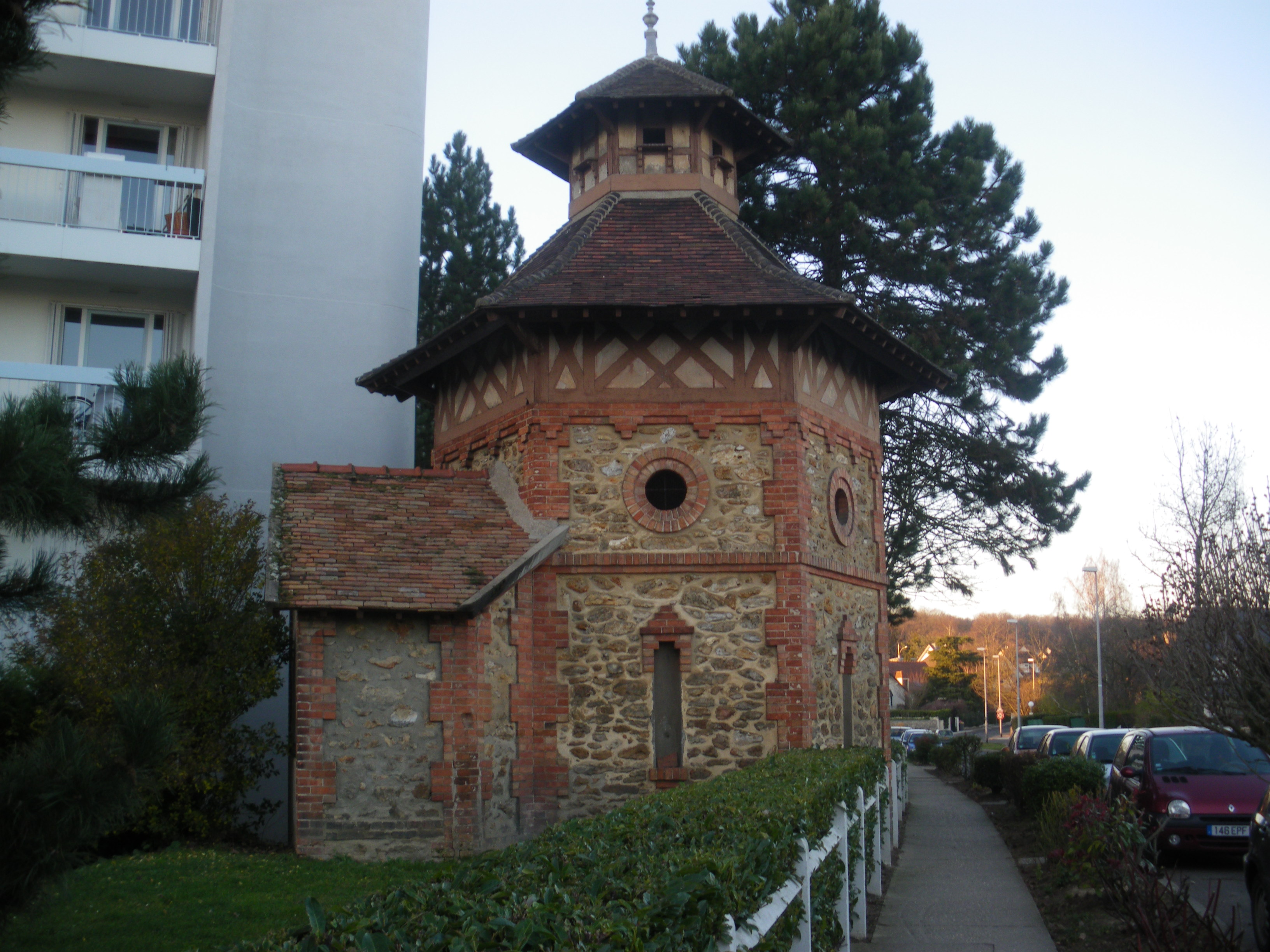
Taubenturm in Verrières-le-Buisson

Der Taubenturm (französisch colombier oder pigeonnier) in Verrières-le-Buisson, einer französischen Gemeinde im Département Essonne in der Region Île-de-France, wurde 1888 errichtet.
Der achteckige Taubenturm am Voie de l’Aulne gehörte ursprünglich zu einem Bauernhof, der abgerissen wurde. 
Der Turm aus Bruchsteinmauerwerk im englisch-normannischen Stil wird von einer Laterne bekrönt.